# Parno Graszt
Parno Graszt – romski zespół muzyczny założony w 1987 roku w Paszab na Węgrzech.
Nazwa zespołu tłumaczona jest z języka romskiego jako „biały koń”. W kulturze romskiej biel symbolizuje czystość, zaś koń – wolność.
Zespół ma na swoim koncie cztery płyty studyjne oraz koncerty w wielu krajach na świecie, w tym m.in. w Holandii, Szwajcarii, Polsce oraz we Francji.

## Historia
Zespół powstał w 1987 roku, od początku działalności muzycy tworzą kompozycje, których brzmienia oparte są na tradycyjnych romskich pieśniach północno-wschodnich Węgier, reprezentujących specyficzny dialekt romskiej muzyki. Swoje występy muzycy często uatrakcyjniają tańcem.
W 2002 roku ukazał się jego debiutancki album studyjny zatytułowany Rávágok a zongorára, który w październiku dotarł do siódmego miejsca notowania World Music Chart Europe. W 2004 roku zespół wydał swoją drugą płytę zatytułowaną Járom az utam, na której gościnnie pojawił się węgierski cymbalista Kálmán Balogh. W tym samym roku zespół został bohaterem filmu dokumentalnego stworzonego przez Węgierską  Telewizję oraz brytyjski kanał BBC. 

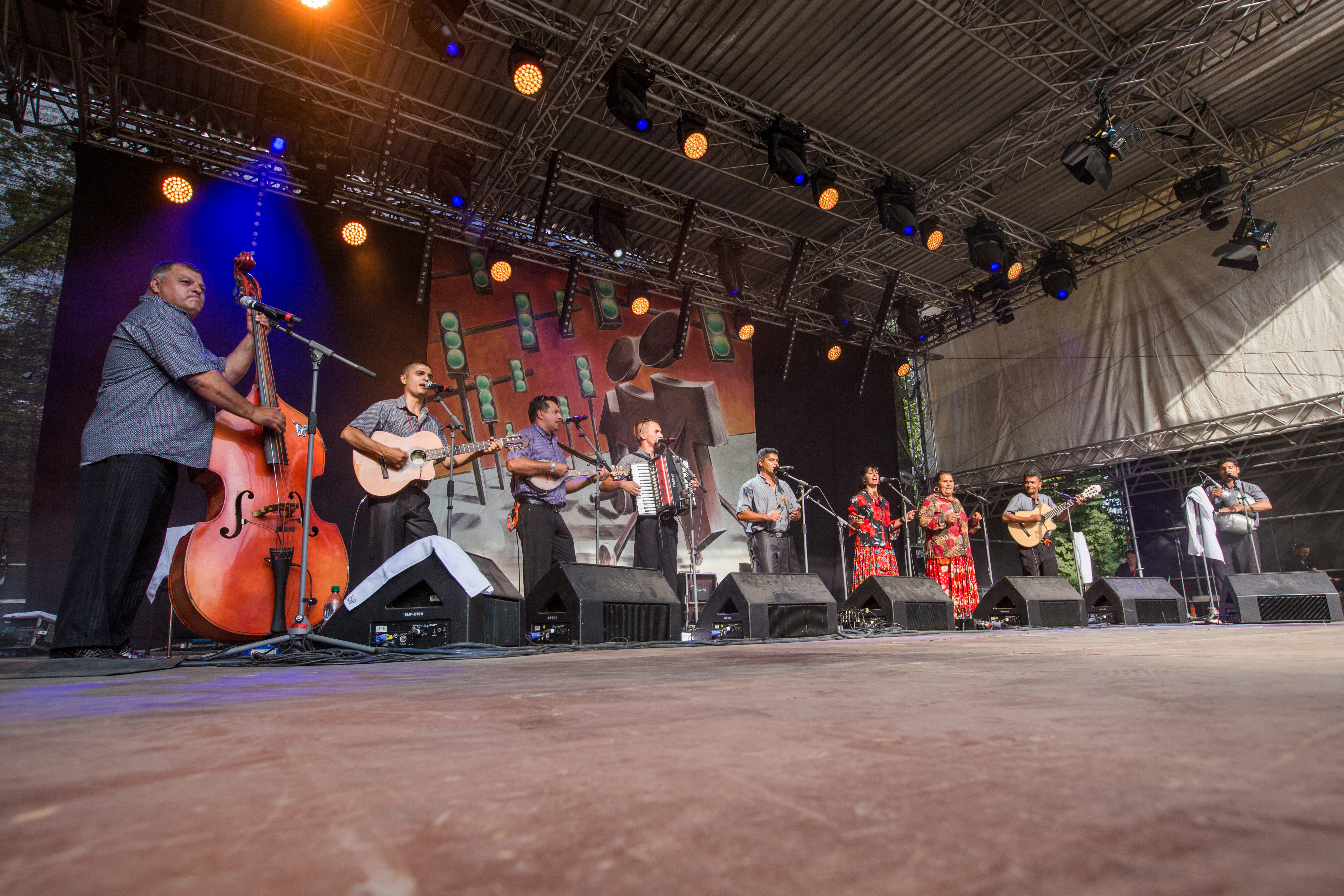
Zespół podczas koncertu w lipcu 2014 roku

W 2007 roku ukazał się trzeci album studyjny zespołu zatytułowany Ez a világ nekem való. W 2008 roku muzycy wyjechali do Indii, gdzie przez dwa tygodnie przebywali w Radżastanie, ważnym miejscu dla Romów. Relacje filmowe z tej wizyty zostały później zaprezentowane w formie filmu dokumentalnego. Jesienią 2009 roku zespół wyruszył w swoją pierwszą trasę koncertową po Stanach Zjednoczonych.
W 2011 roku grupa wydała swój czwarty krążek pt. Reggelig mulatok (zsite hara mulatino).
W 2016 roku zespół brał udział w węgierskich eliminacjach eurowizyjnych A Dal, do których zgłosił się z utworem „Már nem szédülök”. Muzycy najpierw przeszli przez rundę ćwierćfinałową i awansowali do półfinału, z którego ostatecznie zakwalifikowali się do koncertu finałowego.

## Członkowie
- József Oláh – śpiew, gitara, tambura
- Géza Balogh  – śpiew, gitara, taniec
- Viktor Oláh  – śpiew, gitara, taniec
- Sándor Horváth  – śpiew, łyżki, taniec
- János Jakocska  – śpiew, gitara
- Mária Váradi  – śpiew, taniec
- Mária Balogh  – śpiew, taniec
- Krisztián Oláh  – instrumenty perkusyjne
- János Oláh  – kontrabas
- István Németh  – bas ustny, bańki na mleko

## Dyskografia

### Albumy studyjne
- Rávágok a zongorára (2002)
- Járom az utam (2004)
- Ez a világ nekem való (2007)
- Reggelig mulatok (zsite hara mulatino) (2011)